# Claudia Prisecaru
Claudia Prisecaru (2 de septiembre de 1997) es una deportista de Rumania que compite en atletismo. Ganó una medalla de bronce en el Campeonato Europeo de Atletismo Sub-23 de 2019, en la prueba de 3000 m obstáculos.